# 特拉赫塞爾瓦爾德

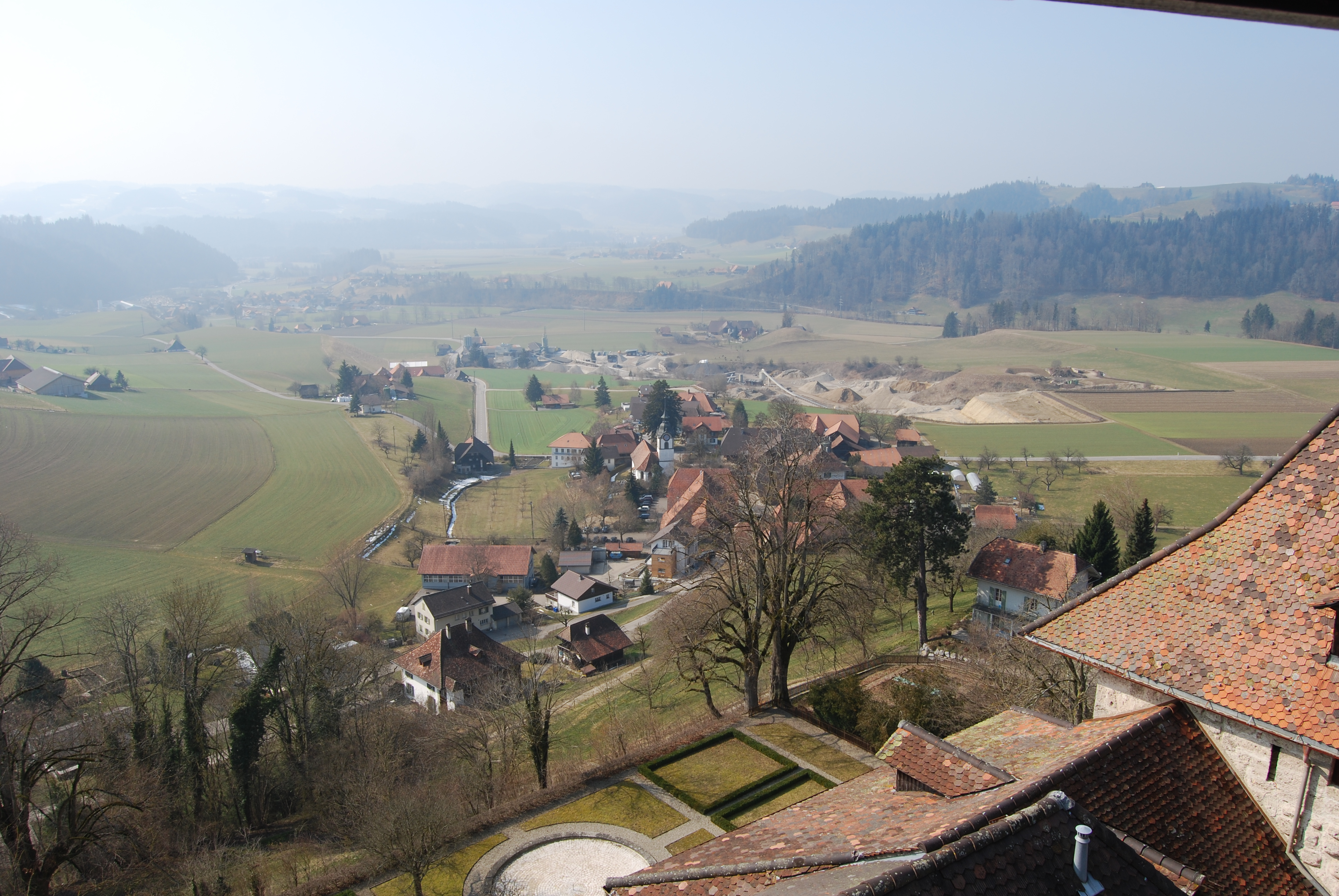

特拉赫塞爾瓦爾德是瑞士的城鎮，位於該國中西部，由伯恩州負責管轄，面積15.97平方公里，五成半土地是農業用地，海拔高度685米，2011年人口1,012，人口密度每平方公里63人。

## 外部連結
- （德文）Official website （页面存档备份，存于）
- （法文）Pictures of the castle and the church （页面存档备份，存于）
- （德文）The Zither culture museum in Trachselwald （页面存档备份，存于）